# Centotheca
Centotheca is een geslacht uit de grassenfamilie (Poaceae). De naam is afgeleid van het Grieks 'centein' (prikken) en 'theke' (bewaarplaats), wat verwijst naar de stekelige haren. De soorten van dit geslacht komen voor in Afrika, Azië, Australië en het Pacifisch gebied.